# Coryphantha kracikii
Coryphantha kracikii là một loài thực vật có hoa trong họ Cactaceae. Loài này được Halda, Chalupa & Kupcák mô tả khoa học đầu tiên năm 2002.